# 休姆 (伊利諾伊州)
休姆（英語：Hume）是位於美國伊利諾伊州埃德加縣的一個村落。

## 地理
休姆的座標為39°47′48″N 87°52′07″W / 39.79667°N 87.86861°W，而該地最高點為海拔高度200米（即656英尺）。

## 人口
根據2010年美國人口普查的數據，休姆的面積為1.39平方千米，當中陸地面積為1.39平方千米，而水域面積為0.00平方千米。當地共有人口380人，而人口密度為每平方千米273人。